# Euda Carías
Euda María Carías Morales (7 de mayo de 1984) es una deportista guatemalteca que compitió en taekwondo.
Ganó una medalla en el Campeonato Mundial de Taekwondo de 2009 y tres medallas en el Campeonato Panamericano de Taekwondo entre los años 1998 y 2010. En los Juegos Panamericanos de 2003 consiguió una medalla de bronce.
Participó en los Juegos Olímpicos de Atenas 2004, donde finalizó quinta en la categoría de –49 kg.

## Palmarés internacional
| Campeonato Mundial      | Campeonato Mundial              | Campeonato Mundial | Campeonato Mundial |
| Año                     | Lugar                           | Medalla            | Categoría          |
| ----------------------- | ------------------------------- | ------------------ | ------------------ |
| 2009                    | Copenhague (Dinamarca)          | Medalla de bronce  | –53 kg             |
| Juegos Panamericanos    |                                 |                    |                    |
| Año                     | Lugar                           | Medalla            | Categoría          |
| 2003                    | Santo Domingo (Rep. Dominicana) | Medalla de bronce  | –49 kg             |
| Campeonato Panamericano |                                 |                    |                    |
| Año                     | Lugar                           | Medalla            | Categoría          |
| 1998                    | Lima (Perú)                     | Medalla de bronce  | –47 kg             |
| 2002                    | Quito (Ecuador)                 | Medalla de plata   | –51 kg             |
| 2010                    | Monterrey (México)              | Medalla de bronce  | –57 kg             |